# Montecalvo in Foglia
Montecalvo in Foglia – miejscowość i gmina we Włoszech, w regionie Marche, w prowincji Pesaro i Urbino.

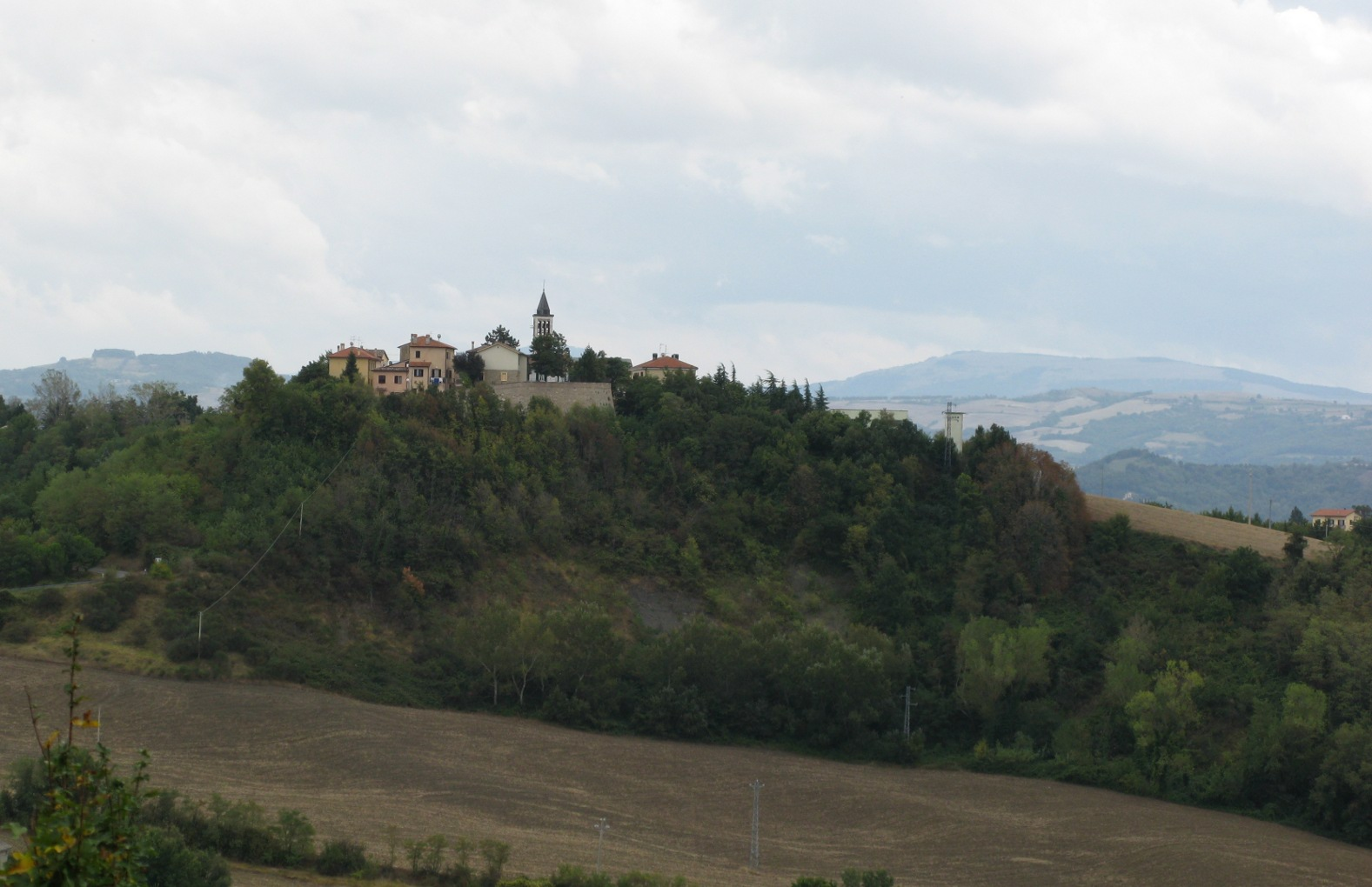
Montecalvo in Foglia

Według danych na rok 2004 gminę zamieszkiwały 2363 osoby, 131,3 os./km².